# Prashanth Sellathurai
Prashanth Sellathurai (ur. 1 października 1986 w Auburn) – australijski gimnastyk, trzykrotny medalista mistrzostw świata.
Największymi sukcesami zawodnika jest srebrny medal mistrzostw świata w Århus i dwa brązowe w konkurencji ćwiczeń na koniu z łękami.

## Osiągnięcia
| Rok  | Zawody             | Miasto    | Miejsce | Konkurencja                 | Punktacja |
| ---- | ------------------ | --------- | ------- | --------------------------- | --------- |
| 2006 | Mistrzostwa świata | Århus     | 2       | Ćwiczenia na koniu z łękami | 15.750    |
| 2009 | Mistrzostwa świata | Londyn    | 3       | Ćwiczenia na koniu z łękami | 15.400    |
| 2010 | Mistrzostwa świata | Rotterdam | 3       | Ćwiczenia na koniu z łękami | 15.566    |